# Euricania
Euricania – rodzaj pluskwiaków z podrzędu fulgorokształtnych i rodziny Ricaniidae.
Rodzaj ten opisany został w 1898 roku przez Leopolda Melichara, który jego gatunkiem typowym wyznaczył Pochazia ocellus.
Pluskwiaki o przedpleczu węższym niż głowa mierzona z oczami i opatrzonym środkowym żeberkiem. Na ciemieniu jedno, a na czole więcej żeberek. Trzy żeberka obecne również na wydłużonym śródpleczu. Tegmina nieco eliptyczne, przejrzyste, z pterostigmą u wierzchołka i trzema żyłakami poprzecznymi wychodzącymi z komórki nasadowej. Tylne skrzydła krótkie, z tylko dwoma żyłkami poprzecznymi. Samce charakteryzują się symetrycznie zbudowanymi narządami rozrodczymi. W wierzchołkowych kątach fallobazy dwa kolcowate wyrostki, a jej wyrostek brzuszny zakrzywiony dogłowowo. W torebce kopulacyjnej samic dwie kieszonki równej średnicy, z których pierwsza ornamentowana, a druga porowata.
Rodzaj rozprzestrzeniony jest od Tybetu i Japonii przez Azję Południowo-Wschodnią po Australię i Oceanię.
Należą tu 34 opisane gatunki:
- Euricania brevirostris Muir, 1926
- Euricania aperiens (Walker, 1858)
- Euricania brevicula Xu, Liang & Jiang, 2006
- Euricania camilla Fennah, 1950
- Euricania clara Kato, 1932
- Euricania cliduchus Fennah, 1950
- Euricania concinna (Stål, 1863)
- Euricania cyane Fennah, 1950
- Euricania dinon Fennah, 1950
- Euricania discigutta (Walker, 1862)
- Euricania facialis Melichar, 1898
- Euricania furina Fennah, 1950
- Euricania fusconebulosa (Lallemand, 1935)
- Euricania gloriosa Distant, 1911
- Euricania hyalinocosta Melichar, 1898
- Euricania infesta Melichar, 1898
- Euricania laetoria Fennah, 1950
- Euricania licinia Fennah, 1950
- Euricania longa Xu, Liang & Jiang, 2006
- Euricania moneta Fennah, 1950
- Euricania morio Melichar, 1898
- Euricania ocella (Walker, 1851)
- Euricania oculata (Guérin-Méneville, 1831)
- Euricania opora Fennah, 1950
- Euricania paraclara Ren, Stroinski & Qin, 2015
- Euricania pedicellata (Jacobi, 1928)
- Euricania procilla Fennah, 1950
- Euricania progne Fennah, 1950
- Euricania sirenia Fennah, 1950
- Euricania splendida (Fabricius, 1803)
- Euricania stellata Distant, 1914
- Euricania sterope Fennah, 1950
- Euricania subapicalis (Walker, 1870)
- Euricania tibialis (Walker, 1858)
- Euricania tristicula (Stål, 1865)
- Euricania xizangensis Chou & Lu, 1981